# WTA Tour
O WTA Tour (lit. Circuito da Associação de Tênis Feminino) é um circuito mundial de tênis feminino organizado pela Associação de Tênis Feminino (WTA). O circuito feminino de elite compreende os eventos do Grand Slam, quatro categorias sob a coordenação da Associação (WTA Finals, WTA 1000, WTA 500, WTA 250) e os coletivos. Além disso, essa organização é responsável por classificar as tenistas profissionais num sistema de classificação mundial.

## Histórico
O WTA Tour foi criado em 1973 pela ex-tenista estadunidense Billie Jean King. Desde então, a organização cresceu e se expandiu, com mais de dois mil e quinhentas jogadoras profissionais representando mais de cem países em todo o mundo.
A temporada do WTA Tour começa em janeiro e termina em novembro, e inclui mais de cinquenta eventos em todo o mundo. O torneio mais prestigioso do WTA Tour é o de Grand Slam, que incluem o Aberto da Austrália, o Torneio de Roland Garros, Wimbledon e o US Open. Os eventos Premier também são altamente valorizados, com oito torneios Premier Mandatory e doze torneios Premier, cinco realizados em todo o mundo.
As jogadoras são classificadas no sistema de classificação mundial do WTA com base em sua performance em torneios ao longo do ano. A jogadora com a maior pontuação é classificada como a número 1 do mundo.
Além dos eventos de tênis, o WTA Tour também promove programas de desenvolvimento para jovens tenistas e oferece oportunidades de emprego em várias áreas, incluindo marketing, finanças e operações de eventos, bem como organizar torneios, estabelecer regras e regulamentos, classificar jogadoras e distribuir prêmios em dinheiro.
No geral, o WTA Tour tem sido fundamental para o crescimento e desenvolvimento do tênis feminino em todo o mundo, fornecendo um sistema de classificação consistente e organizando eventos de alto nível para as jogadoras competirem.

### Estrutura / denominações
Ao longo do tempo os torneios que compõem o WTA Tour passaram por reorganizações e mudanças de denominações, como se segue:
Entre 1988 e 2008 eles foram chamados de Torneios Tier:(2005)
- WTA Tier I (mínimo US$ 1.300.000): houve 14 torneios Tier I.
- WTA Tier II (mínimo de US$ 585.000): Houve 32 torneios Tier II.
- WTA Tier III (mínimo de US$ 170.000): Houve 48 torneios Tier III.
- WTA Tier IV (mínimo de US$ 140.000): Houve 15 torneios Tier IV.
- WTA Tier V (mínimo de US$ 110.000): Houve 23 torneios Tier V.

Em 2009 os torneios Tier I e Tier II foram agrupados sob a denominação "Premier" e os torneios Tier III, IV e V  foram agrupados sob a denominação "International".
- WTA Premier (mínimo de US$ 776.000): Houve 21 torneios.
- WTA International (US$ 250.000): Existem 30 torneios e 28 foram extintos.

Em 2021, os "Premier Mandatory" e "Premier 5" (subcategorias dos Premier) se fundiram para se tornar os WTA 1000, e os torneios Premier (subcategoria dos Premier) passaram a ser chamados de WTA 500, enquanto os "International" passaram a ser chamados de WTA 250.
Atualmente os torneios do WTA Tour seguem a seguinte estrutura / denominações:
- Grand Slam, que são supervisionados pela ITF
- WTA 1000 (9 torneios)
- WTA 500 (13 torneios)
- WTA 250 (32 torneios)

No final da temporada, são realizados o WTA Finals e o WTA Elite Trophy ambos na China. Além disso, a Billie Jean King Cup organizada pela ITF também está incluída no circuito.
Nota: os torneios WTA 125 (Challengers), constituem uma categoria separada, tanto que seus títulos não são considerados nas estatísticas individuais das jogadoras pela WTA, pois "Torneios do WTA Tour e torneios WTA 125 são contabilizados separadamente".

## Destaques
Existem muitas tenistas profissionais talentosas no circuito da WTA Tour. Algumas das mais famosas e bem-sucedidas jogadoras incluem:
- Serena Williams (Estados Unidos) - com vinte e três títulos de Grand Slam em simples, é considerada uma das maiores tenistas de todos os tempos.

- Steffi Graf (Alemanha) - com vinte e dois títulos de Grand Slam em simples, Graf é outra das lendas do tênis feminino.

- Martina Navratilova (Estados Unidos) - é uma ex-jogadora de tênis que detém um recorde de cinquenta e nove títulos de Grand Slam em simples, duplas e mistas.

- Margaret Court (Austrália) - Court é outra das lendas do tênis feminino, com vinte e quatro títulos de Grand Slam em simples e sessenta e quatro títulos de Grand Slam no geral.

- Naomi Osaka (Japão) - com quatro títulos de Grand Slam em simples, Osaka é atualmente uma das jogadoras mais talentosas do circuito.

- Simona Halep (Romênia) - com dois títulos de Grand Slam em simples e mais de vinte títulos de torneios da WTA, Halep é considerada uma das melhores jogadoras do mundo atualmente.

- Ashleigh Barty (Austrália) - atual número 1 do mundo, Barty venceu um título de Grand Slam em 2019 e tem mais de dez títulos de torneios da WTA em sua carreira.

- Venus Williams (Estados Unidos) - a irmã mais velha de Serena Williams, Venus Williams ganhou sete títulos de Grand Slam em simples e quatorze em duplas ao longo de sua carreira.

- Maria Sharapova (Rússia) - embora se tenha aposentado em 2020, Sharapova ainda é uma das tenistas mais conhecidas e bem-sucedidas do mundo, com cinco títulos de Grand Slam em simples e mais de trinta e cinco títulos de torneios da WTA.

- Petra Kvitova (República Tcheca) - com dois títulos de Grand Slam em simples e mais de trinta títulos de torneios da WTA, Kvitova é uma das jogadoras mais fortes do circuito.